# 里格湖
47°42′0″N 11°13′32″E / 47.70000°N 11.22556°E

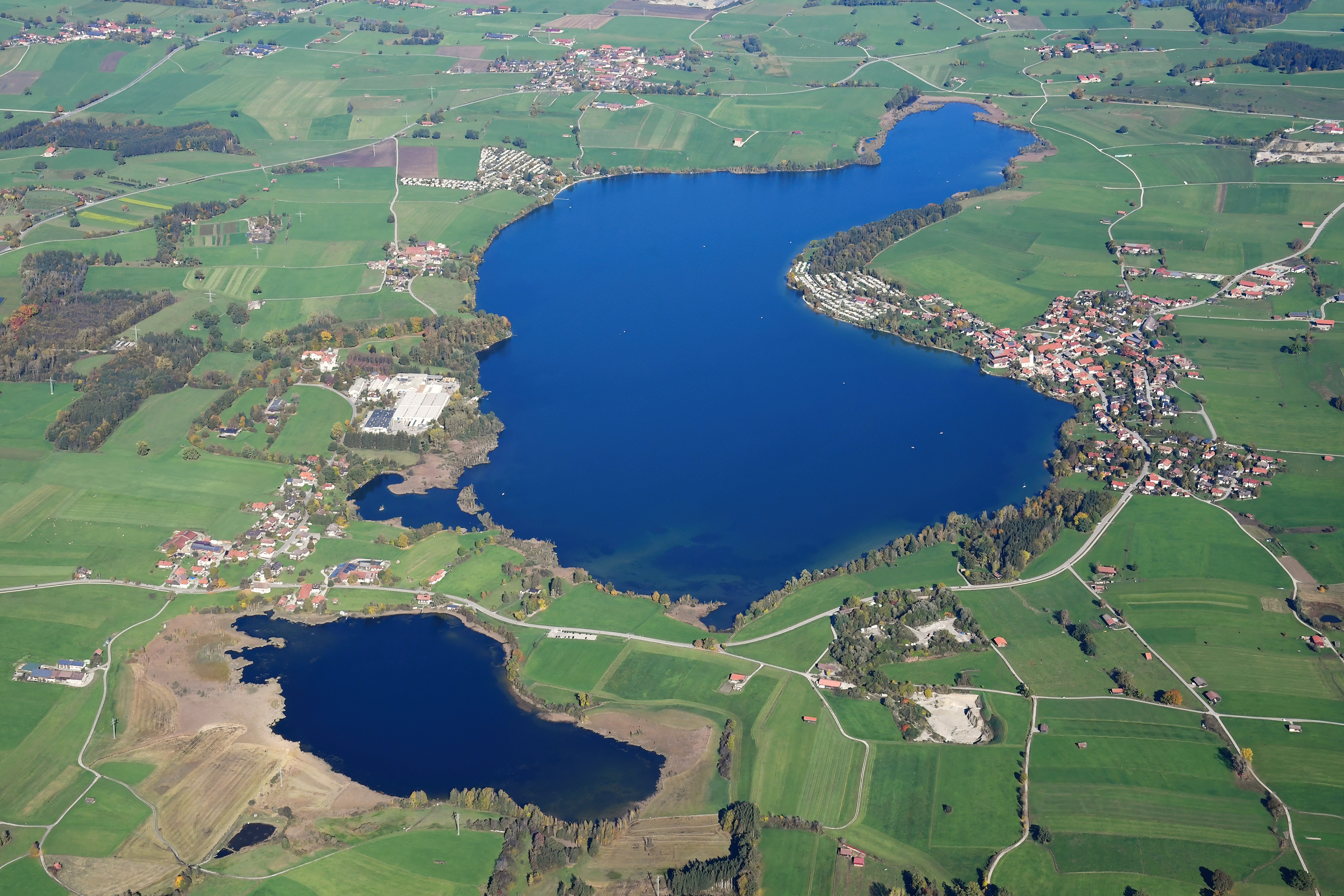

里格湖（德語：Riegsee），是德國的湖泊，位於該國東南部，由巴伐利亞州負責管轄，處於加米施-帕滕基興縣，長2.8公里、寬1公里，面積2平方公里，海拔高度659米，平均水深6.8米，最大水深15.4米，湖岸線長度8.3公里。